# Bring your own
Pour les articles homonymes, voir BYO.
Le Bring Your Own (en abrégé BYO ou BYOW) est un type de restaurant où le client apporte son vin plutôt que de le commander dans l'établissement où il prend son repas.
Cette pratique existe notamment dans certains restaurants australiens ou américains, qui sont soumis à différentes lois selon qu'ils vendent ou non de l'alcool. Certains établissements ne vendent donc aucun alcool, alors que d'autres pratiquent le BYO en même temps que la vente (plus traditionnelle) pour permettre une plus grande flexibilité et attirer une clientèle plus large.